# تايلور كيمب
تايلور كيمب (بالإنجليزية: Taylor Kemp)‏ (23 يوليو 1990 في الولايات المتحدة - ) هو لاعب كرة قدم أمريكي في مركز الدفاع. شارك مع منتخب الولايات المتحدة تحت 18 سنة لكرة القدم ومنتخب الولايات المتحدة تحت 20 سنة لكرة القدم. أما مع النوادي، فقد لعب مع دي.سي. يونايتد وريتشموند كيكرز وReal Colorado Foxes ‏.

## روابط خارجية
- تايلور كيمب على موقع الدوري الأمريكي (الإنجليزية)
- تايلور كيمب على موقع قاعدة بيانات كرة القدم.إي يو (الإنجليزية)
- تايلور كيمب على موقع Soccerway.com (الإنجليزية)
- تايلور كيمب على موقع عالم كرة القدم.نت (الإنجليزية)
- تايلور كيمب على موقع AS.com (الإسبانية)